# Tuolluvaara IF
Tuolluvaara IF var en idrottsförening bildad 1937 i Kiruna, Lappland. 
Föreningen spelade fotboll i Norrbottensserien och Malmfältsserien från 1940-talet till 1970-talet.
Ishockey togs upp på programmet 1965 och föreningen blev den fjärde klubben på orten att spela ishockey. Efter att ishockeyn varit nedlagd togs den upp igen i föreningen 1993. Till säsongen 1999/2000 hade föreningen kvalificerat sig med ett lag till division 1 och ställde upp tillsammans med Malmbergets AIF. Laget slutade sist i Division 1 Norra A, avstod spel i kvalserien och återvände därför till Division 2.